# Srbi svi i svuda

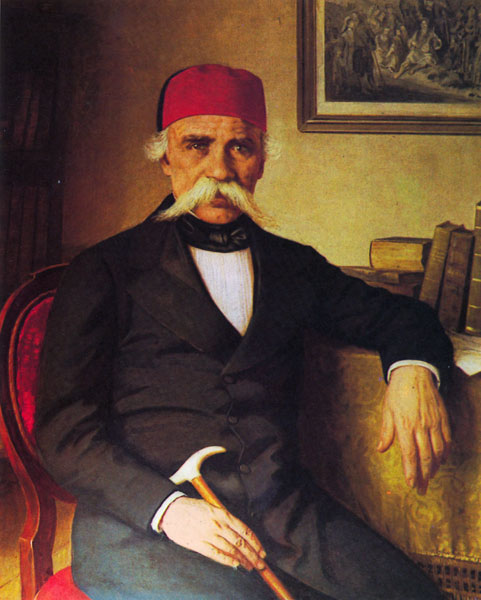
Vuk Stefanović Karadzić

Srbi svi i svuda (v srbské cyrilici Срби сви и свуда, česky Srbové všichni a všude) je spis Vuka Stefanoviće Karadžiće, vydaný roku 1849 ve Vídni jako součást knihy Kovčežić za istoriju, jezik i običaje Srba sva tri zakona. Pojednává o dnešních Srbech, Chorvatech, Bosňácích, Černohorcích a Makedoncích, které shrnuje pod jeden název, a to srbský - rozlišuje je pouze jako "Srby tří vyznání". Konstatuje při tom ale fakt, že tito Srbové nepřijímají toto jednotné jméno, vzpouzí se jeho používání a dále používají různá vlastní označení; ať už historická, tak i regionální (dubrovnické, dalmatské, bunjevacké atd).

## Popis
Tento Karadžićův dokument bývá často vzhledem k používané terminologii (tak, jako tomu např. i v případě Načertanije, tedy zahraničněpolitického plánu srbské vlády z podobného období) považován za dokument nacionalistický, za začátek velkosrbských idejí a myšlenek. Byl však vydán v polovině 19. století kdy mnohé národy nebyly ještě plně konstituovány, obrozenecké procesy probíhaly v plném proudu a vizí, jak mají jednotlivé jihoslovanské národy vypadat existovaly celé řady, mnohé z nich velmi vzdálené současnému uspořádání. Vuk Karadžić definoval Srby nikoliv jako štokavsky mluvící pravoslavné obyvatelstvo Balkánu, ale jako všechny "štokavce", včetně obyvatelstva dnešní Severní Makedonie. Podle něho Srbové žijí v Dalmácii, Srbsku, Vojvodině, Černé Hoře, Bosně, Hercegovině, Lice, Slavonii, Makedonii, Baranji, Dubrovníku, v Kosovu, na Istrii a snad také i v Albánii. Avšak, přestože se obyvatelstvo podle svého vyznání a přijetí označení "srbský" liší, podle Vuka mluví především jedním jazykem. Tím tak Karadžić předjímá to, co bylo realizováno jen jeden rok po vydání této teze, a tedy uzavření Vídeňské jazykové dohody (základ jednoho srbochorvatského jazyka). Jazykovou i národní jednotu jižních Slovanů považoval za neoddiskutovatelnou záležitost a jako příklad podobné situace u jiných národů uvedl např. Němce, nebo Maďary (kteří jsou katoličtí i protestantští, avšak národnostně se na základě toho nevydělují). 
Karadžić v dokumentu kromě národnostní a náboženské situace popisuje obecně způsob života v různých krajích, které považuje za srbské. Věnuje se jak šlechtě v oblasti dnešního Chorvatska, či Vojvodiny, srovnává postavení křesťanského a muslimského obyvatelstva v Bosně a Hercegovině, nebo mluví o postavení Černé Hory. Chorvatské přímoří považuje za "kolébku" Chorvatů a chorvatství; jejich jazyk (čakavštinu) za autenticky chorvatský) a uvádí příklady, v čem se tehdejší čakavština odlišovala od dominantního štokavského nářečí.
Vuk Karadžić ve svém spisu také postavil proti myšlence ilyrismu (odmítl název Ilyrský pro jižní Slovany s důvodem, že Ilyrové nebyli Slované). Jméno "Srbové" naopak považuje za jméno obecně slovanské, přičemž odkazuje jak na Josefa Dobrovského, tak na Pavla Jozefa Šafárika.